# Troisième circonscription électorale de la province d'Istanbul
La troisième circonscription électorale d'Istanbul correspond à un groupement de 13 districts de la province du même nom et envoie 36 députés à la Grande assemblée nationale de Turquie (31 entre 2015 et 2018, 35 entre 2018 et 2023).

## Composition
La troisième circonscription d'Istanbul est divisée en 13 districts (ilçe). Chaque district est composé d'un chef-lieu et de municipalités (communes et villages).

### Élections législatives de 2018
| Partis                   | Partis                                        | Voix      | %     | Sièges | +/-           | Élus |
| ------------------------ | --------------------------------------------- | --------- | ----- | ------ | ------------- | --- |
|                          | Parti de la justice et du développement (AKP) | 1 378 027 | 41,90 | 15     | 1             | Numan Kurtulmuş, Mehmet Muş, Akif Çağatay Kılıç, Mehmet Doğan Kubat, Tülay Kaynarca, Halis Dalkılıç, Emine Sare Aydın Yılmaz, Nevzat Şatiroğlu, Zafer Sırakaya, Rümeysa Kadak, Ahmet Mücahit Arinç, Mustafa Yeneroğlu, Erkan Kandemir, Şamil Ayrım et Alev Dedegil |
|                          | Parti républicain du peuple (CHP)             | 832 342   | 25,31 | 9      | en stagnation | Engin Altay, Erdoğan Toprak, Mehmet Bekaroğlu, Zeynel Emre, Sibel Özdemir, Özgür Karabat, Turan Aydoğan, Emine Gülizar Emecan et Nazır Cihangir İslam |
|                          | Parti démocratique des peuples (HDP)          | 473 364   | 14,39 | 5      | 2             | Zeynel Özen, Dilşat Canbaz Kaya, Hakki Saruhan Oluç, Ali Kenanoğlu et Züleyha Gülüm |
|                          | Parti d'action nationaliste (MHP)             | 278 199   | 8,46  | 3      | en stagnation | Feti Yıldız, İsmail Faruk Aksu et Arzu Erdem |
|                          | Le Bon Parti (İYİ)                            | 268 798   | 8,17  | 3      | Nv.           | Abdul Ahat Andican, Ümit Beyaz et Hayati Arkaz |
|                          | Parti de la félicité (SP)                     | 44 384    | 1,35  | 0      | en stagnation | |
|                          | Parti de la cause libre (HÜDA PAR)            | 6 638     | 0,20  | 0      | en stagnation | |
|                          | Parti patriote (VATAN)                        | 6 002     | 0,18  | 0      | en stagnation | |
|                          | Indépendants (Ind.)                           | 1 007     | 0,03  | 0      | en stagnation | |
|                          |                                               |           |       |        |               | |
| Total                    | Total                                         | 3 288 761 | 100   | 35     | 4             | - |
| Inscrits / participation | Inscrits / participation                      | 3 706 330 | 87,49 |        |               | |

### Élections législatives de 2023
| Partis                   | Partis                                        | Voix      | %     | Sièges | +/-           | Élus |
| ------------------------ | --------------------------------------------- | --------- | ----- | ------ | ------------- | --- |
|                          | Parti de la justice et du développement (AKP) | 1 317 631 | 35,81 | 14     | 1             | Numan Kurtulmuş, Özlem Zengin, Cüneyt Yüksel, Zekeriya Yapıcıoğlu, Halis Dalkılıç, Rümeysa Kadak, Oğuz Üçüncü, Bayram Şenocak, Şamil Ayrım, Seda Gören Bölük, Nilhan Ayan, Yıldız Konal Süslü, Şengül Karslı et Yücel Arzen Hacıoğulları |
|                          | Parti républicain du peuple (CHP)             | 967 314   | 26,29 | 11     | 2             | Engin Altay, Erdoğan Toprak, Türkan Elçi, İlhan Kesici, Zeynel Emre, Mustafa Yeneroğlu, Bülent Kaya, Doğan Demir, Özgür Karabat, Medeni Yılmaz et Turan Taşkın Özer                                                                      |
|                          | Parti de la gauche verte (YSP)                | 392 760   | 10,68 | 4      | 1             | Çiğdem Kılıçgün Uçar, İskender Bayhan, Çiçek Otlu et Celal Fırat |
|                          | Le Bon Parti (İYİ)                            | 295 016   | 8,02  | 3      | en stagnation | Ersin Beyaz, Seyithan İzsiz et Ayşe Sibel Yanıkömeroğlu |
|                          | Parti d'action nationaliste (MHP)             | 243 804   | 6,63  | 2      | 1             | Feti Yıldız et İsmail Faruk Aksu |
|                          | Parti des travailleurs de Turquie (TIP)       | 136 201   | 3,70  | 1      | 1             | Erkan Baş |
|                          | Nouveau parti de la prospérité (YRP)          | 114 417   | 3,11  | 1      | Nv.           | Doğan Bekin |
|                          | Parti de la victoire (ZP)                     | 105 089   | 2,86  | 0      | Nv.           | |
|                          | Parti de la patrie (M)                        | 36 635    | 1,00  | 0      | Nv.           | |
|                          | Parti de la grande unité (BBP)                | 25 490    | 0,69  | 0      | en stagnation | |
|                          | Parti jeune (GP)                              | 8 843     | 0,24  | 0      | en stagnation | |
|                          | Parti de gauche (SOL)                         | 5 374     | 0,15  | 0      | en stagnation | |
|                          | Parti de la mère patrie (ANAP)                | 4 879     | 0,13  | 0      | en stagnation | |
|                          | Parti de la justice et de l'unité (AB)        | 3 712     | 0,10  | 0      | Nv.           | |
|                          | Parti communiste de Turquie (TKP)             | 3 523     | 0,10  | 0      | en stagnation | |
|                          | Parti de la nation (MP)                       | 2 927     | 0,08  | 0      | en stagnation | |
|                          | Parti patriote (VATAN)                        | 2 494     | 0,07  | 0      | en stagnation | |
|                          | Parti de l'union du pouvoir (GBP)             | 2 140     | 0,06  | 0      | Nv.           | |
|                          | Parti des droits et libertés (HAK)            | 1 615     | 0,04  | 0      | en stagnation | |
|                          | Parti de libération du peuple (HKP)           | 1 402     | 0,04  | 0      | en stagnation | |
|                          | Parti de la route nationale (MYP)             | 1 047     | 0,03  | 0      | Nv.           | |
|                          | Mouvement communiste (TKH)                    | 992       | 0,03  | 0      | Nv.           | |
|                          | Parti de la justice (AP)                      | 236       | 0,01  | 0      | Nv.           | |
|                          | Parti de l'innovation (YP)                    | 11        | 0,00  | 0      | Nv.           | |
|                          | Indépendants (Ind.)                           | 5 648     | 0,15  | 0      | en stagnation | |
|                          |                                               |           |       |        |               | |
| Total                    | Total                                         | 3 679 200 | 100   | 36     | 1             | - |
| Inscrits / participation | Inscrits / participation                      | 4 049 135 | 90,03 |        |               | |